# La Costa (Bóixols)

El Cap de la Costa de les Bosses, respecte del terme d'Abella de la Conca

La Costa és un indret i partida del terme municipal d'Abella de la Conca, a la comarca del Pallars Jussà, en territori del poble de Bóixols.
Està situada a ponent del Clot d'Espinauba, del qual és el límit de ponent, al sud-oest de Cal Badia, i al nord de la Costa de les Basses. És al nord-oest del poble de Bóixols. Està relacionada amb el Cap de la Costa de les Bosses.

## Etimologia
En aquest cas, es tracta del nom comú genèric wikt:costa esdevingut topònim, de manera que esdevé específic.